# Pericolo in classe
Pericolo in classe (The Cheating Pact) è un film televisivo del 2013, diretto da Doug Campbell, con Laura Slade Wiggins. Il film, nella sua prima visione, ha avuto una audience di 1.452.000 telespettatori.

## Trama
I rapporti fra le due migliori amiche Meredith Porter e Heather Marshall si sono un poco raffreddati da quando Kylie Hamilton, un anno prima, è diventata loro compagna di classe, catalizzando tutta l'attenizione di Heather su di sé e nel contempo trattando male Meredith.
La madre di Kylie fa pressioni sulla figlia affinché sia ammessa, alla fine dell'ultimo anno delle scuole superiori, che sta frequentando, ad un college blasonato: a tal fine è necessario ottenere un'ottima valutazione all'apposito esame. Kylie sa di non poterci riuscire, allora chiede ad Heather di riallacciare l'amicizia con Meredith, studentessa modello, affinché, dietro pagamento di una somma importante, quest'ultima sostenga la prova in nome suo. Il fidanzato di Kaylie, Jordan, falsifica all'uopo i documenti di identità, e Meredith accetta perché vuole ottenere danaro per continuare le cure di suo fratello minore, colpito da una grave insufficienza fisiologica.
Prima di sostenere l'esame per conto di Kaylie, Meredith fa delle prove sostenendolo e superandolo per Heather e Jordan, che, non brillanti a scuola, pure ne hanno bisogno, ed ottiene ottimi risultati, al punto da insospettire la tutor della scuola. Quando si tratta di sostituire Kaylie, tuttavia, Meredith inizialmente si rifiuta nonostante che il compenso venga raddoppiato, e viene costretta a farlo con minacce. Ottiene, a bella posta, un risultato mediocre: quando Kaylie lo apprende, si precipita furiosa a casa di Meredith, che, per liberarsi dall'intrusa, chiama la polizia. Le due ragazze hanno una colluttazione al termine della quale Kaylie spinge involontariamente Meredith giù dal vano delle scale, dove, battuta la testa, muore. Kaylie si impossessa dei documenti d'identità falsi detenuti da Meredith, e lascia la casa prima che vi giunga Heather, che aveva un appuntamento con l'amica. La polizia giunge in quel momento.
Heather, che racconta agli investigatori tutte le macchinazioni precedenti, è sospettata di omicidio. Gli altri due facenti parti dell'imbroglio, Jordan e, sostenuta dalla madre, Kaylie, si trincerano dietro ad un alibi apparentemente incontrovertibile, mentre a Heather e a Jordan appare verosimile che sia proprio Kaylie a commettere l'assassinio, magari volontariamente. Quando Jordan, a casa di Kaylie con Heather, minaccia di raccontare tutta la verità (quella che lui ricostruisce), Kaylie lo affronta con un coltello da cucina, e, ancora involontariamente, lo ferisce. Intanto è stato spiccato un mandato di arresto per Heather, e il fatto che sia quest'ultima ad avere in mano il coltello, che aveva strappato ai due contendenti, all'arrivo della polizia, non depone certo a suo favore.
È solo dopo l'arresto di Heather, e dopo pressioni, da una parte e dall'altra, della madre di Heather e della sua propria, che Kaylie si decide di smettere di sostenere il proprio alibi, e confessa di essere, per quanto involontariamente, la colpevole.      